# Vote révolutionnaire
Vote révolutionnaire est une expression utilisée pour désigner un vote apparemment paradoxal. En effet, dans ce cas un électeur vote pour le candidat qu'il considère comme étant le pire, dans l'espoir que son élection provoque une révolution. L'idée de départ est de provoquer un changement de paradigme politique et de mettre en échec les candidats ou les partis qui se contenteraient de réformer le système en place. En France, l'expression est également employée lorsque les électeurs d'un parti ou d'une fraction d'un parti préfèrent voter pour leurs adversaires plutôt que pour leurs alliés. Par là, ils veulent souvent préserver les chances de leur candidat dans une élection future ou faire élire celui auquel ils pourront s'opposer de façon frontale. L'expression est également utilisée parfois lors de vote du type tout sauf untel.  

## Exemples de vote révolutionnaire en France
Les médias, font état d'un double vote révolutionnaire en 1981 : celui de certains communistes pour Giscard d'Estaing et celui de gaullistes pour François Mitterrand.
Les médias ont aussi fait référence à des tentations de votes révolutionnaires lors du référendum de 2005, de la présidentielle de 2007.